# Zyklonsaison im Südwestindik 2021–2022
Die Zyklonsaison im Südwestindik 2021–2022 begann offiziell am 15. November 2021 und endete am 30. April 2022, mit Ausnahme von Mauritius und den Seychellen, wo sie erst am 15. Mai 2022 endete. Diese Daten begrenzen konventionell die Zeit des meteorologischen Jahres der Südhalbkugel, in denen sich im südwestlichen Indik die meisten tropischen Wirbelstürme bilden.
Die tropischen Wirbelstürme in diesem Becken werden durch das Regional Specialized Meteorological Centre (RSMC) in La Réunion, Frankreich überwacht. Das Verantwortungsgebiet von Météo-France umfasst den Indischen Ozean südlich des Äquators und westlich von 90° östlicher Länge. Tropische Wirbelstürme in diesem Bereich werden Zyklone genannt. Das Joint Typhoon Warning Center (JTWC) in Honolulu beobachtet ebenfalls das Wettergeschehen in diesem Seegebiet; es gibt Sturmwarnungen aus, die sich primär an Einrichtungen der Streitkräfte der Vereinigten Staaten im Indischen Ozean richten.